# Andrija Henjak
Andrija Henjak je izvanredni profesor i dekan Fakulteta političkih znanosti Sveučilišta u Zagrebu, od travnja 2022. u drugom mandatu.
Nositelj je nekoliko preddiplomskih i diplomskih predmeta na hrvatskom i engleskom jeziku.